# Джонсон, Гэри
Гэри Эрл Джонсон (англ. Gary Earl Johnson, род. 1 января 1953, Майнот, штат Северная Дакота, США) — американский политический и государственный деятель, кандидат в президенты США на выборах 2012 и 2016 годов от Либертарианской партии США.
Бывший губернатор штата Нью-Мексико (1995—2003) от Республиканской партии.

## Биография

### Раняя жизнь и карьера
Джонсон родился 1 января 1953 года в Майноте, Северная Дакота, в семье Лоррейн и Эрла Джонсонов, мать работала учителем государственной школы, а отец был военным, служил в сухопутных войсках армии США, ветеран Второй мировой войны, участвовавший во вторжении в Нормандию.
В 1971 году Джонсон окончил среднюю школу Сандиа в Альбукерке, штат Нью-Мексико, где он был членом школьной команды по легкой атлетике. Он учился в Университете Нью-Мексико с 1971 по 1975 год и получил степень бакалавра наук в области политологии. Находясь в университете, он присоединился к братству Сигма Альфа Эпсилон[en]. Именно там он встретил свою будущую жену Дениз «Ди» Симмс.
Во время учебы в колледже Джонсон подрабатывал разнорабочим по домам. Его успех в этой отрасли побудил его начать свой собственный бизнес Big J Enterprises в 1976 году. Когда он основал бизнес, ориентированный на подрядные работы в области механического оборудования, Джонсон был его единственным сотрудником. Главный прорыв в его фирме произошел, когда он получил крупный контракт от расширения Intel в Рио-Ранчо, что увеличило доход Big J Enterprises до 38 миллионов долларов.
Чтобы справиться с ростом компании, Джонсон записался на курсы тайм-менеджмента в специальной вечерней школе, что, по его мнению, сделало его целеустремленным. В конце концов он превратил Big J Enterprises в многомиллионную корпорацию с более чем 1000 сотрудников. К тому времени, когда он продал компанию в 1999 году, это была одна из ведущих строительных компаний Нью-Мексико.

### Губернаторство
Джонсон вошёл в политику в 1994 году с намерением баллотироваться на пост губернатора Нью-Мексико (от республиканцев). Он потратил 500 тысяч долларов из собственных денег на предвыборную гонку, в своей программе пообещал снизить налоги, создать рабочие места и сдержать рост расходов.
Будучи губернатором, Джонсон придерживался идей минархизма: «всякий раз, когда кто-то обращался к нему с какой-то просьбой, его первым ответом всегда был вопрос — „Должны ли мы вообще участвовать в этом?“».
В ноябре 1995 года он присоединился к 20 другим губернаторам, которые призывали республиканцев в Конгрессе твёрдо противостоять администрации Билла Клинтона.
Джонсон наложил вето на рекордные 200 из 424 законопроектов, принятых за первые шесть месяцев его пребывания на посту. При его первом сроке был снижен налог на бензин, и увеличены расходы на образование почти на треть, но, когда результаты показали незначительное улучшение, Джонсон изменил свою тактику.
В своей второй предвыборной кампании Джонсон пообещал продолжить политику своего первого срока: улучшение школ, сокращение расходов, налогов и бюрократии. В 1999 году он предложил первую в Америке систему школьных ваучеров по всему штату. В том же году он наложил вето на два бюджета, которые не включали эту ваучерную программу.
Джонсон также стал одним из самых высокопоставленных выборных должностных лиц в США, выступавших за легализацию марихуаны путём декриминализации употребления марихуаны и сосредоточения внимания на мерах по снижению вреда от всех других незаконных наркотиков, предложил рассматривать злоупотребление наркотиками как проблему здоровья, а не как криминальную проблему. В 2000 году Джонсон предложил более амбициозную ваучерную программу, чем он предлагал годом ранее, в соответствии с которой каждый родитель будет получать 3500 долларов на каждого ребёнка за обучение в любой частной школе.

#### Итоги губернаторства
Губернатор Джонсон был известен отсутствием интереса к мелким деталям политики. Во время своего первого срока он часто конфликтовал с законодательной властью, но во время второго срока он «стал более спокойно относиться к ограничениям своей исполнительной власти» и занял более примирительный подход.
В статье журнала «Reason» в январе 2001 года достижения Джонсона на этом посту были описаны следующим образом: «никакого повышения налогов за шесть лет, крупная программа строительства дорог, строительство двух новых частных тюрем, наложение вето на рекордное количество законопроектов». Газета «Washington Times» сообщала, что, когда Джонсон покинул свой пост, «размер правительства штата был существенно сокращён, и Нью-Мексико наслаждался большим профицитом бюджета».

#### После губернаторства
Из-за существующего ограничения в сроках полномочий Джонсон не мог баллотироваться на третий срок подряд в качестве губернатора в 2002 году.
В ходе праймериз президентской кампании 2008 года Джонсон высказался в поддержку кандидатуры Рона Пола от Республиканской партии «из-за его приверженности минархизму, большей свободе и процветанию Америки».
С апреля 2011 года он входит в совет директоров некоммерческой либертарианской организации «Студенты за свободу». 28 ноября 2011 года стало известно, что Джонсон идёт на праймериз Либертарианской партией для участия в выборах президента США 2012 года.
1 августа 2012 года была опубликована его первая книга «Семь принципов хорошего управления».
В июле 2014 стал исполнительным директором компании Cannabis Sativa из Невады, которая продаёт медицинскую марихуану в тех штатах, где это законодательно разрешено.

### Участие в президентских выборах

#### 2012 год
5 мая 2012 года Джонсон был выдвинут Либертарианской партией в качестве кандидата на пост президента США. Занял на выборах третье место с 0,99 % голосов.

#### 2016 год
Спустя 4 года политик вновь стал кандидатом в президенты от либертарианцев и занял третье место, но набрал уже 3,28% (почти 4,5 млн голосов избирателей), что до сих пор остается лучшим результатом среди всех «третьих» кандидатов на выборах президента США в XXI веке, а также лучшим результатом, которого когда-либо достигали кандидаты от Либертарианской партии. Такой успех во многом объясняется высокими антирейтингами основных кандидатов — Хилари Клинтон от демократов и Дональда Трампа от республиканцев.

## Личная жизнь и семья
Отец Джонсона наполовину датского, наполовину норвежского происхождения, мать — с русскими корнями. Был женат с Ди Джонсон (с 1977 по 2005 год), своей девушкой ещё с универсистета, которая умерла 22 декабря 2006, у них родилось двое детей, дочь Сиа и сын Эрик, который уже сам имеет дочь, внучку Гэри. С 2009 года сожительствует с Кейт Прусак.
С детства является прихожанином Евангелической лютеранской церкви Америки.
Джонсон страдает целиакией и придерживается безглютеновой диеты.